# かに座55番星e
かに座55番星e(55 Cancri e、略号:55 Cnc e)は、地球から40.25光年離れた、太陽と似た恒星かに座55番星の周りを公転する太陽系外惑星である。かに座55番星A系の第1惑星である。

## 発見
かに座55番星eは、かに座55番星A系に発見されている5個の惑星のうち、4番目の2004年に発見された惑星である。かに座55番星eはドップラー分光法によって発見された。1997年にかに座55番星b、2002年にかに座55番星dが発見され、視線速度の測定結果からかに座55番星cの存在が予言された中でかに座55番星eは発見され、当時不確定であったcの存在が確定する事となった。
その後、2005年に、恒星の視線速度の変化の説明を、かに座55番星eの代わりに、より遠くの軌道でより重い惑星によって説明しようと、別の惑星が仮定され、2007年に予言どおりかに座55番星fが発見された。ただし、かに座55番星fの存在だけではかに座55番星eの存在を否定する事はできない。

## 軌道
かに座55番星eは、かに座55番星Aからわずか233万km(0.0156AU)離れたところを17時間41分で公転している。これは発見当時で最も短い公転半径であり、2012年現在でもかなり短い部類に属する。公転周期も、本来は発見当時で最も短いものになるはずであったが、2010年の精密な測定があるまで、公転周期は2.8日と思われていたため、当時で最も公転周期の短い惑星とはならなかった。近い軌道のため、将来かに座55番星eは、主星の重力によって砕けてしまうと考えられている。
2011年4月27日、かに座55番星eがトランジットを起こしていることを発見したとする研究が発表された。トランジットを起こした事から、軌道傾斜角は81度と推定されている。また、このときの測定から、惑星の物理量に関して多くの情報が得られた。

## 物理的性質

かに座55番星eのアニメーション（想像図）

かに座55番星eは、地球と比べ、質量は7.8倍、直径は2.04倍であると推定されている地球型惑星である。スーパー・アースに分類される。平均密度は5.07g/cm3と、地球より大きいにも関わらず、平均密度がほぼ同じである。これは、質量の5分の1が、水などの軽い物質でできている可能性がある。ただし、恒星から極めて近いため、表面温度は1760℃もしくは2150℃という非常な高温となっており、生命は存在しないと考えられている。かに座55番星eから見れば、かに座55番星Aは、地球から見た太陽の60倍も大きく、3600倍も明るく輝いていることになる。

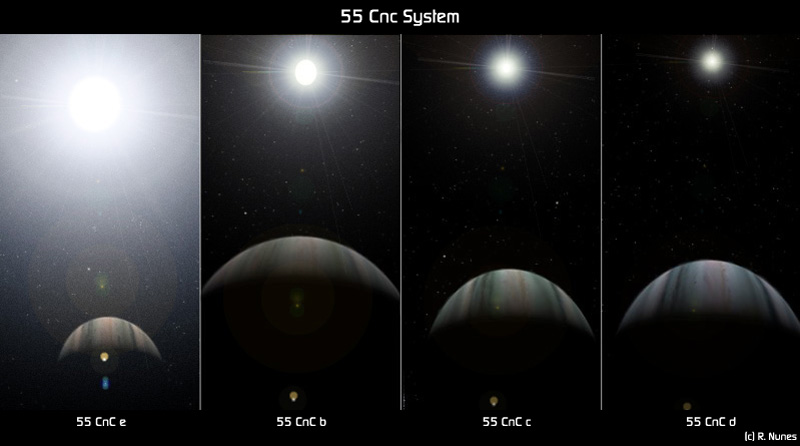
かに座55番星A系のそれぞれの惑星から見た恒星の明るさ。一番左がかに座55番星e。

かに座55番星eが地球と似た組成を持つ惑星である場合には、この2000℃に近い高温のため、珪酸塩で出来た核を中心とし、超臨界水で出来た海が表面を覆っている可能性もある。大気の成分は、高温の水蒸気と、水の一部が主星からの紫外線によって分解されて生じた遊離酸素が混ざった物であると考えられている。この説を支持する観測結果として、2012年のスピッツァー宇宙望遠鏡の観測によって、かに座55番星eから放出される赤外線を直接観測した。これは、スーパー・アースからの光を初めて直接観測によって検出できた事例となった。観測結果では、かに座55番星eは暗い天体であり、昼側の表面温度が1700℃以上の高温の天体であることが分かった。昼側の表面温度がここまで極端に高い場合、夜側に向かう熱の流れを作るほどの厚い大気が存在しないことを示している。
また、もうひとつの説として、かに座55番星eが未発見の炭素惑星に近い、炭素と花崗岩で出来た惑星であるというシミュレーション結果がある。これは、主星のかに座55番星が炭素を多く含む恒星であり、またかに座55番星eが地球よりも大きな高温の惑星であることに由来する。また、先述のような海洋惑星である場合には、水が豊富に存在することになるが、かに座55番星eの組成は、炭素や炭化ケイ素、炭化物、鉄、ケイ酸塩が主体であり、水はほぼ存在しない可能性が示されている。この場合、表面は黒色の黒鉛で覆われており、内部にダイヤモンドで出来た層を持つと考えられている。ダイヤモンドの全量はかに座55番星eの質量の1/3を占めており、これは地球の3倍もの質量に達する。
かに座55番星eのパラメーターは、後の測定により何回か訂正されている。発見当初は地球の17.7倍(その後14倍)というホット・ネプチューンであると推定されていた。このときには、天王星型惑星の質量を持つ初めての天体として、グリーゼ436bと同時に発表されている。その後、2011年までは質量は8.63倍、直径は1.6倍と考えられ、平均密度が11.58g/cm3と、鉛並みの密度がある風変わりな地球型惑星であると思われていた。その後、スピッツァー宇宙望遠鏡による2011年4月27日のトランジットと精密な視線速度の測定により、詳しい直径と質量が求められ、いくつかの訂正があった後に現在の値に落ち着いた。

## 生成
かに座55番星eは、初めから岩石惑星として生成したのではなく、初めは、水などの揮発性物質に富んだガス惑星として誕生し、その後恒星に近づいた事から、光蒸発の影響を受けて、ガス成分を失ったと推定されている。そして現在では、高圧で固まっていた氷から、温度上昇で超臨界流体として高温高圧の水が生じ、珪酸塩で出来た核を覆っていると考えられている。